# Wilco Zeelenberg
Willem Cornelis Zeelenberg, detto Wilco (Bleiswijk, 19 agosto 1966), è un pilota motociclistico olandese, ritiratosi dall'attività agonistica e dirigente sportivo.

## Carriera
Esordisce a quattordici anni nel motocross, correndo il campionato giovanile della NMB, vinto l'anno successivo. A inizio anni ottanta passa alla velocità, debuttando nel motomondiale - classe 80 al GP d'Olanda del 1986 su una Casal. Ottiene il nono posto alla seconda gara disputata in stagione ed una quinta posizione nell'ultima prova al GP del Baden-Württemberg. Chiude all'undicesimo posto in classifica generale nonostante abbia disputato solo le ultime quattro prove in calendario. Nel 1987 partecipa al mondiale a tempo pieno, ma senza risultati di rilievo (miglior piazzamento il dodicesimo posto al GP delle Nazioni).
Nel 1988 passa in 250 con una Yamaha, ma anche questa stagione è avara di risultati. Si tratta però del primo anno con la casa di Iwata, alla quale il pilota olandese rimarrà legato per molti anni sul finire della sua carriera. Con la stessa motocicletta si classifica sesto, vincendo una gara, nel Campionato Europeo. La stagione successiva vince un'altra gara e si classifica undicesimo.
Dal 1989 al 1991 corre con una Honda 250. Sono le stagioni migliori nelle quali colleziona 10 podi, una pole position e la sua prima ed unica vittoria nel Motomondiale al GP di Germania del 1990. In classifica finale è tredicesimo nel 1989, quinto nel 1990 e addirittura 4º l'anno seguente preceduto solo da Cadalora, Bradl e Cardús.
Dal 1988 al 1990 si è inoltre laureato tre volte campione olandese 250cc.
Gli anni successivi cambia numerose scuderie: corre con Suzuki e con l'italiana Aprilia prima di tornare alla Honda con la quale corre le sue ultime due stagioni nel motomondiale nel 1994-1995. Nel 1994 coglie anche un ultimo podio ad Assen. Nel 1995 e 1996 prende parte con una Honda al Thunderbike Trophy (categoria antesignana del campionato mondiale Supersport inserita nel contesto delle gare del motomondiale), arrivando settimo e decimo nella classifica generale e ottenendo un podio.
Nel 1997 approda al campionato mondiale Supersport con una Yamaha YZF 600 R Thundercat. Chiude la stagione del debutto il nona posizione vincendo la prova di Assen. È ottavo nel 1998 e ancora nono l'anno successivo, con una Yamaha YZF-R6.
Si ritira dalle competizioni alla fine del 2000, dopo aver terminato il mondiale in ventesima posizione. Rimane tuttavia legato alla Yamaha prima come pilota tester e poi come coordinatore tecnico. Nel 2008 diviene responsabile del team ufficiale Yamaha World Supersport, riuscendo a vincere il titolo iridato l'anno successivo con Cal Crutchlow.
Abbandonato il mondiale Supersport, dal 2010 è stato impegnato come team manager di Jorge Lorenzo nella squadra ufficiale Fiat Yamaha in MotoGP. Gestisce inoltre una scuola di guida in pista sul circuito di Almería. Dal 2024 ricopre il ruolo di team manager, in tandem con Davide Brivio, per Trackhouse Racing.

## Risultati in gara

### Motomondiale
| 1986 | Classe | Moto  |  |  |  |  |  |     |    |    |   |    |    |   |  |  |  | Punti | Pos. |
| ---- | ------ | ----- |  |  |  |  |  | --- | -- | -- | - | -- | -- | - |  |  |  | ----- | ---- |
| 1986 | 80     | Casal |  |  |  |  |  | Rit | NE | NE | 9 | NE | 15 | 5 |  |  |  | 8     | 11º  |

| 1987 | Classe | Moto  |    |    |    |    |    |    |    |    |     |    |    |    |    |    |    | Punti | Pos. |
| ---- | ------ | ----- | -- | -- | -- | -- | -- | -- | -- | -- | --- | -- | -- | -- | -- | -- | -- | ----- | ---- |
| 1987 | 80     | Casal | NE | 18 | 18 | 12 | 16 | NP | 18 | NE | Rit | NE | 19 | 18 | 15 | NE | NE | 0     |      |

| 1987 | Classe | Moto  |    |    |    |  |  |    |    |  |  |  |    |  |  |    |    | Punti | Pos. |
| ---- | ------ | ----- | -- | -- | -- |  |  | -- | -- |  |  |  | -- |  |  | -- | -- | ----- | ---- |
| 1987 | 125    | Casal | NE | NP | NC |  |  | NE | NQ |  |  |  | NQ |  |  | NE | NE | 0     |      |

| 1988 | Classe | Moto   |  |  |  |  |  |  |  |    |    |  |  |    |    |  |  | Punti | Pos. |
| ---- | ------ | ------ |  |  |  |  |  |  |  | -- | -- |  |  | -- | -- |  |  | ----- | ---- |
| 1988 | 250    | Yamaha |  |  |  |  |  |  |  | 15 | 26 |  |  | 18 | 12 |  |  | 5     | 38º  |

| 1989 | Classe | Moto  |  |  |  |    |    |    |    |   |   |    |     |    |    |    |  | Punti | Pos. |
| ---- | ------ | ----- |  |  |  | -- | -- | -- | -- | - | - | -- | --- | -- | -- | -- |  | ----- | ---- |
| 1989 | 250    | Honda |  |  |  | 10 | 14 | 14 | 15 | 9 | 8 | 19 | Rit | 10 | 12 | 11 |  | 41    | 13º  |

| 1990 | Classe | Moto  |   |   |    |   |   |   |    |   |     |     |     |   |   |   |   | Punti | Pos. |
| ---- | ------ | ----- | - | - | -- | - | - | - | -- | - | --- | --- | --- | - | - | - | - | ----- | ---- |
| 1990 | 250    | Honda | 3 | 3 | 22 | 3 | 1 | 4 | NP | 3 | Rit | Rit | Rit | 8 | 8 | 9 | 5 | 127   | 5º   |

| 1991 | Classe | Moto  |   |   |   |     |   |   |   |   |   |   |   |   |     |   |     | Punti | Pos. |
| ---- | ------ | ----- | - | - | - | --- | - | - | - | - | - | - | - | - | --- | - | --- | ----- | ---- |
| 1991 | 250    | Honda | 3 | 4 | 2 | Rit | 5 | 3 | 3 | 4 | 3 | 7 | 5 | 5 | Rit | 4 | Rit | 158   | 4º   |

| 1992 | Classe | Moto   |   |   |   |    |   |     |  |    |   |   |     |    |    |  |  | Punti | Pos. |
| ---- | ------ | ------ | - | - | - | -- | - | --- |  | -- | - | - | --- | -- | -- |  |  | ----- | ---- |
| 1992 | 250    | Suzuki | 7 | 4 | 7 | 14 | 5 | Rit |  | 11 | 5 | 7 | Rit | 11 | 22 |  |  | 38    | 11º  |

| 1993 | Classe | Moto    |    |     |    |   |     |     |   |   |     |    |    |   |     |    |  | Punti | Pos. |
| ---- | ------ | ------- | -- | --- | -- | - | --- | --- | - | - | --- | -- | -- | - | --- | -- |  | ----- | ---- |
| 1993 | 250    | Aprilia | 11 | Rit | 16 | 6 | Rit | Rit | 7 | 8 | Rit | 11 | 12 | 9 | Rit | 14 |  | 50    | 13º  |

| 1994 | Classe | Moto  |   |   |     |   |     |    |   |   |    |    |   |   |    |    |  | Punti | Pos. |
| ---- | ------ | ----- | - | - | --- | - | --- | -- | - | - | -- | -- | - | - | -- | -- |  | ----- | ---- |
| 1994 | 250    | Honda | 9 | 9 | Rit | 9 | Rit | 10 | 3 | 9 | 10 | 11 | 9 | 9 | 11 | 12 |  | 84    | 11º  |

| 1995 | Classe | Moto  |  |  |  |  |  |  |     |  |  |  |  |  |  |  |  | Punti | Pos. |
| ---- | ------ | ----- |  |  |  |  |  |  | --- |  |  |  |  |  |  |  |  | ----- | ---- |
| 1995 | 250    | Honda |  |  |  |  |  |  | Rit |  |  |  |  |  |  |  |  | 0     |      |

| 1995 | Classe             | Moto  |    |    |    |   |   |     |    |   |   |     |    |    |     |  |  | Punti | Pos. |
| ---- | ------------------ | ----- | -- | -- | -- | - | - | --- | -- | - | - | --- | -- | -- | --- |  |  | ----- | ---- |
| 1995 | Thunderbike Trophy | Honda | NE | NE | NE | 6 | 3 | Rit | 10 | 4 | 5 | Rit | NE | NE | Rit |  |  | 56    | 7º   |

| 1996 | Classe             | Moto  |    |    |    |   |   |     |   |    |    |     |    |    |   |    |    | Punti | Pos. |
| ---- | ------------------ | ----- | -- | -- | -- | - | - | --- | - | -- | -- | --- | -- | -- | - | -- | -- | ----- | ---- |
| 1996 | Thunderbike Trophy | Honda | NE | NE | NE | 9 | 7 | Rit | 4 | NP | 12 | Rit | 12 | NE | 7 | NE | NE | 46    | 10º  |

| Legenda | 1º posto        | 2º posto            | 3º posto            | A punti      | Senza punti        | Grassetto – Pole position Corsivo – Giro più veloce |
| Legenda | Gara non valida | Non qual./Non part. | Ritirato/Non class. | Squalificato | '-' Dato non disp. | Grassetto – Pole position Corsivo – Giro più veloce |

### Campionato mondiale Supersport
| 1997 | Moto   |    |   |   |    |    |   |   |   |    |    |    | Punti | Pos. |
| ---- | ------ | -- | - | - | -- | -- | - | - | - | -- | -- | -- | ----- | ---- |
| 1997 | Yamaha | 16 | 7 | 7 | 19 | 10 | 7 | 1 | 4 | 12 | 12 | 11 | 84    | 9º   |

| 1998 | Moto   |   |   |   |   |     |    |   |    |   |     |  | Punti | Pos. |
| ---- | ------ | - | - | - | - | --- | -- | - | -- | - | --- |  | ----- | ---- |
| 1998 | Yamaha | 7 | 5 | 5 | 6 | Rit | 13 | 7 | 18 | 5 | Rit |  | 64    | 8º   |

| 1999 | Moto   |   |     |     |   |    |    |   |    |   |    |   | Punti | Pos. |
| ---- | ------ | - | --- | --- | - | -- | -- | - | -- | - | -- | - | ----- | ---- |
| 1999 | Yamaha | 8 | Rit | Rit | 1 | 14 | 10 | 8 | 15 | 3 | 10 | 9 | 79    | 9º   |

| 2000 | Moto   |   |    |     |    |    |    |    |    |   |    |     | Punti | Pos. |
| ---- | ------ | - | -- | --- | -- | -- | -- | -- | -- | - | -- | --- | ----- | ---- |
| 2000 | Yamaha | 7 | 15 | Rit | 14 | 13 | 16 | 15 | 25 | 9 | 16 | Rit | 23    | 20º  |

| Legenda | 1º posto        | 2º posto            | 3º posto           | A punti      | Senza punti        | Grassetto – Pole position Corsivo – Giro più veloce |
| Legenda | Gara non valida | Non qual./Non part. | Ritirato/Non class | Squalificato | '-' Dato non disp. | Grassetto – Pole position Corsivo – Giro più veloce |